# Lechatelierita
La lechatelierita és un mineral de la classe dels òxids. També es coneix com a leszaterjeryt o libianita.

## Característiques
La lechatelierita és un òxid de fórmula química SiO₂. És un mineral de sílice amorf fos de manera natural. S'origina quan un llamp cau sobre sorra o altres sediments i roques molt riques en SiO₂. També es forma per l'impacte dels meteorits, com a resultat de la fusió de la sorra. La seva duresa a l'escala de Mohs és 6,5. El seu estat com a espècie vàlida és qüestionable per l'Associació Mineralògica Internacional. La fulgurita és una varietat que es caracteritza per tenir la forma de tubs, sovint irregulars i ramificats.
Segons la classificació de Nickel-Strunz, la lechatelierita pertany a «04.DA: Òxids amb proporció Metall:Oxigen = 1:2 i similars, amb cations petits: família del sílice» juntament amb els següents minerals: quars, òpal, tridimita, cristobalita, moganita, melanoflogita, coesita, stishovita, keatita i seifertita.